# Thésée (Loir-et-Cher)
Pour les articles homonymes, voir Thésée (homonymie).
Thésée est une commune française située dans le département du Loir-et-Cher, en région Centre-Val de Loire.
Localisée au sud du département, la commune fait partie de la petite région agricole « les Plateaux bocagers de la Touraine méridionale », regroupant des milieux très hétérogènes, plateau dénudé de Pontlevoy, vallée du Cher bordée de coteaux de vignes et aspects de gatine au-delà. Elle est drainée par la Rère, les Lacs Plats, le Rouaire, les Forges, les Gaz, le Saint Joseph et par divers petits cours d'eau.
L'occupation des sols est marquée par l'importance des espaces agricoles et naturels qui occupent la quasi-totalité du territoire communal. Aucun espace naturel présentant un intérêt patrimonial n'est toutefois recensé sur la commune dans l'inventaire national du patrimoine naturel. En 2010, l'orientation technico-économique de l'agriculture sur la commune est la culture des céréales et des oléoprotéagineux. À l'instar du département qui a vu disparaître le quart de ses exploitations en dix ans, le nombre d'exploitations agricoles a fortement diminué, passant de 73 en 1988, à 46 en 2000, puis à 31 en 2010.

## Géographie

### Localisation et communes limitrophes
La commune de Thésée se trouve au sud du département de Loir-et-Cher, dans la petite région agricole des Plateaux bocagers de la Touraine méridionale,. À vol d'oiseau, elle se situe à 29,2 km  de Blois, préfecture du département, à 33,2 km de Romorantin-Lanthenay, sous-préfecture, et à 8 km de Saint-Aignan, chef-lieu du canton de Saint-Aignan dont dépend la commune depuis 2015. La commune fait en outre partie du bassin de vie de Montrichard.
Les communes les plus proches sont : 
Pouillé (1,7 km), Monthou-sur-Cher (2,3 km), Mareuil-sur-Cher (4,1 km), Angé (5 km), Choussy (5,9 km), Bourré (6,5 km), Thenay (7 km), Saint-Romain-sur-Cher (7 km) et Saint-Julien-de-Chédon (7,2 km).

### Paysages et relief
Dans le cadre de la Convention européenne du paysage, adoptée le 20 octobre 2000 et entrée en vigueur en France le 1er juillet 2006, un atlas des paysages de Loir-et-Cher a été élaboré en 2010 par le CAUE de Loir-et-Cher, en collaboration avec la DIREN Centre (devenue DREAL en 2011), partenaire financier. Les paysages du département s'organisent ainsi en huit grands ensembles et 25 unités de paysage,. La commune fait partie de l'unité de paysage du « Cher urbanisé de Montrichard », au sein de l'ensemble de « la vallée du Cher ».
Autour de Montrichard Val de Cher, la vallée du  Cher présente un fond relativement plat et régulier, ondulant légèrement en vis-à-vis de la ville. La rivière s'écoule lentement, formant quelques îles comme l'Île Picard ou l'Île de la Salle, toujours verdoyantes. Les berges restent assez difficiles à longer bien que quelques chemins donnent accès au bord de l'eau.
L'altitude du territoire communal varie de 61 mètres à 122 mètres,.

### Hydrographie

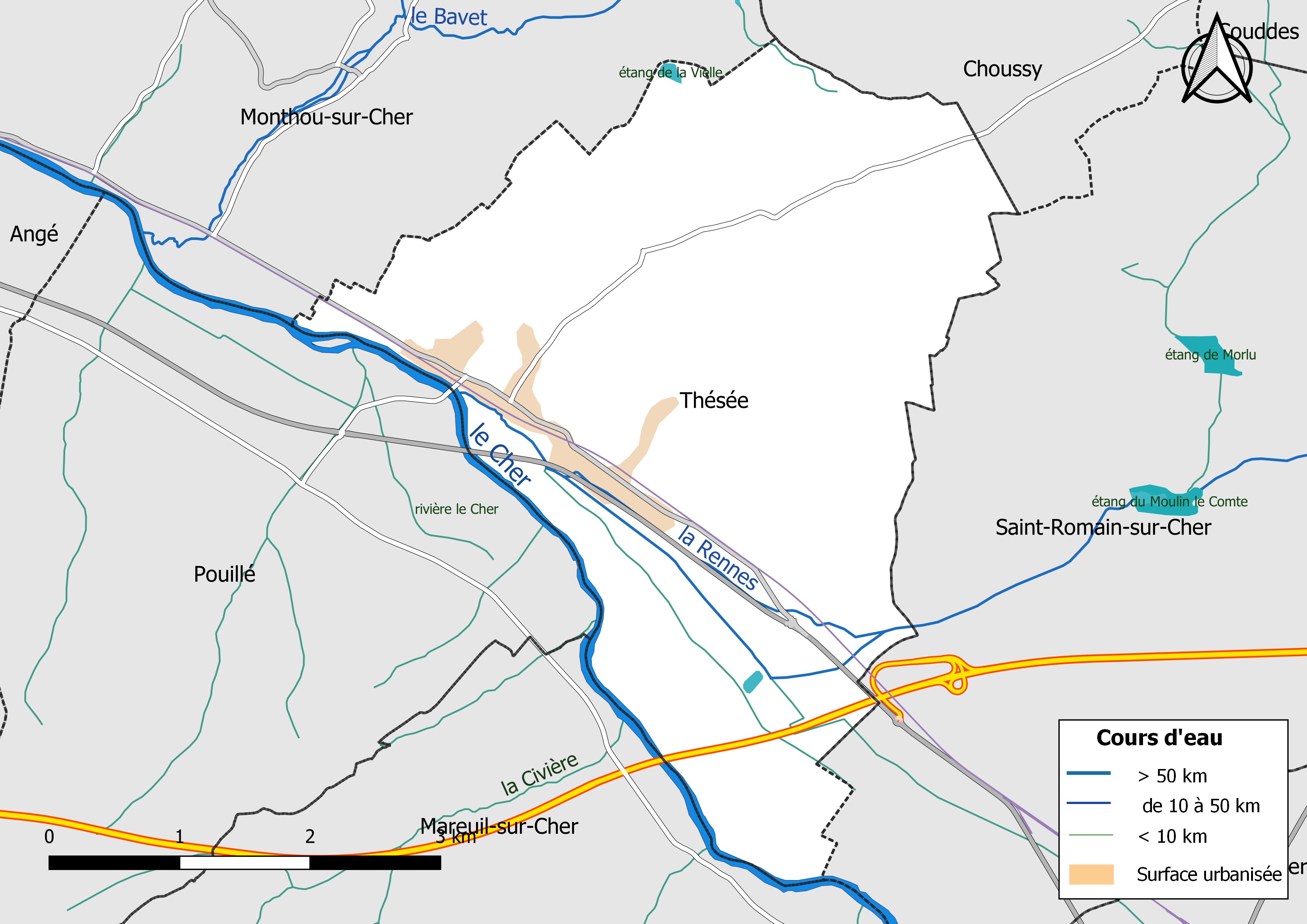
Réseau hydrographique de Thésée.

La commune est drainée par le Cher (0,534 km), la Rennes (4,231 km) et par divers petits cours d'eau, constituant un réseau hydrographique de 13,17 km de longueur totale.
Le Cher, d'une longueur totale de 365,5 km, prend sa source dans la commune de Mérinchal (Creuse) et se jette  dans la Loire à Cinq-Mars-la-Pile (Indre-et-Loire), après avoir traversé 117 communes.
La Rennes traverse la commune d'est en ouest. D'une longueur totale de 21,5 km, elle prend sa source dans la commune de Chémery (Loir-et-Cher) et se jette  dans le Cher à Thésée, après avoir traversé 5 communes.
Sur le plan piscicole, ces cours d'eau sont classés en deuxième catégorie, où le peuplement piscicole dominant est constitué de poissons blancs (cyprinidés) et de carnassiers (brochet, sandre et perche).

### Climat
Pour des articles plus généraux, voir Climat du Centre-Val de Loire et Climat de Loir-et-Cher.
En 2010, le climat de la commune est de type climat océanique dégradé des plaines du Centre et du Nord, selon une étude du CNRS s'appuyant sur une série de données couvrant la période 1971-2000. En 2020, Météo-France publie une typologie des climats de la France métropolitaine dans laquelle la commune est exposée à un climat océanique altéré et est dans la région climatique  Moyenne vallée de la Loire, caractérisée par une bonne insolation (1 850 h/an) et un été peu pluvieux. 
Pour la période 1971-2000, la température annuelle moyenne est de 11,1 °C, avec une amplitude thermique annuelle de 14,8 °C. Le cumul annuel moyen de précipitations est de 688 mm, avec 10,8 jours de précipitations en janvier et 6,5 jours en juillet. Pour la période 1991-2020, la température moyenne annuelle observée sur la station météorologique de Météo-France la plus proche, sur la commune de Lye à 17 km à vol d'oiseau, est de 12,1 °C et le cumul annuel moyen de précipitations est de 673,1 mm,. Pour l'avenir, les paramètres climatiques de la commune estimés pour 2050 selon différents scénarios d'émission de gaz à effet de serre sont consultables sur un site dédié publié par Météo-France en novembre 2022.

## Urbanisme

### Typologie
Au 1er janvier 2024, Thésée est catégorisée commune rurale à habitat dispersé, selon la nouvelle grille communale de densité à sept niveaux définie par l'Insee en 2022.
Elle est située hors unité urbaine et hors attraction des villes,.

### Occupation des sols
L'occupation des sols est marquée par l'importance des espaces agricoles et naturels (96,8 %). La répartition détaillée ressortant de la base de données européenne d'occupation biophysique des sols Corine Land Cover millésimée 2012 est la suivante : 
terres arables (11,6 %), 
cultures permanentes (0,6 %), 
zones agricoles hétérogènes (15,4 %), 
prairies (3,5 %), 
forêts (65,2 %), 
milieux à végétation arbustive ou herbacée (0,7 %), 
zones urbanisées (1 %), 
espaces verts artificialisés non agricoles (0,5 %), 
zones industrielles et commerciales et réseaux de communication (1,7 %), 
eaux continentales (0,5 %).

### Planification
En matière de planification, la commune disposait en 2017 d'un plan d'occupation des sols approuvé, un plan local d'urbanisme était en révision.

### Habitat et logement
Le tableau ci-dessous présente la typologie des logements à Thésée en 2016 en comparaison avec celle du Loir-et-Cher et de la France entière. Une caractéristique marquante du parc de logements est ainsi une proportion de résidences secondaires et logements occasionnels (11,4 %) inférieure à celle du département (18 %) mais supérieure à celle de la France entière (9,6 %). Concernant le statut d'occupation de ces logements, 83,0 % des habitants de la commune sont propriétaires de leur logement (84,1 % en 2011), contre 68,1 % pour le Loir-et-Cher et 57,6 pour la France entière.
|                                                         | Thésée | Loir-et-Cher | France entière |
| ------------------------------------------------------- | ------ | ------------ | -------------- |
| Résidences principales (en %)                           | 78,1   | 74,5         | 82,3           |
| Résidences secondaires et logements occasionnels (en %) | 11,4   | 18           | 9,6            |
| Logements vacants (en %)                                | 10,4   | 7,5          | 8,1            |

### Risques majeurs
Le territoire communal de Thésée est vulnérable à différents aléas naturels : inondations (par débordement du Cher ou par ruissellement), climatiques (hiver exceptionnel ou canicule), feux de forêts, mouvements de terrains ou sismique (sismicité faible). Il est également exposé à un risque technologique :  le transport de matières dangereuses,.

#### Risques naturels

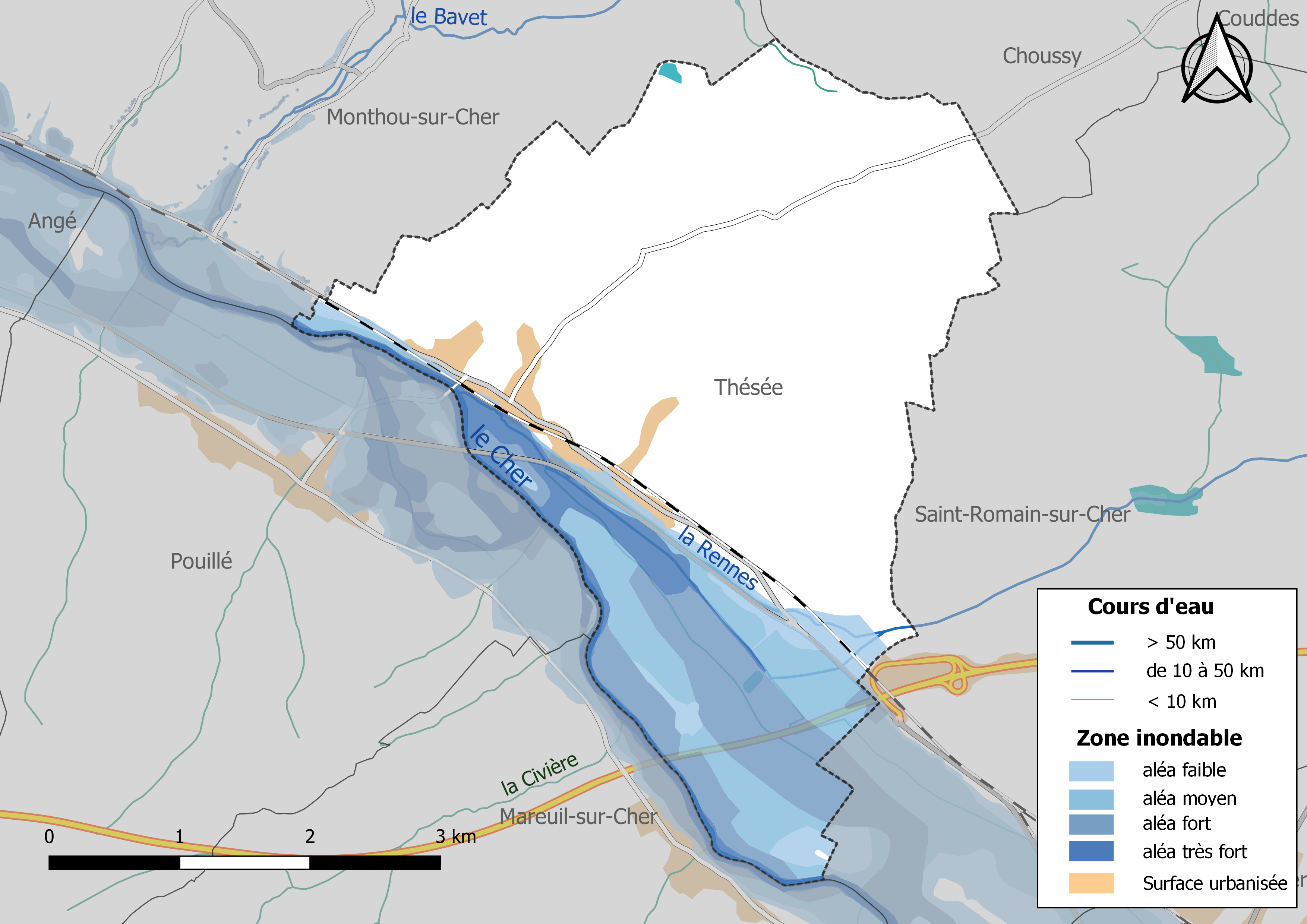
Zones inondables de la commune de Thésée.

Les mouvements de terrains susceptibles de se produire sur la commune sont soit liés au retrait-gonflement des argiles, soit des chutes de blocs, soit des glissements de terrains, soit des effondrements liés à des cavités souterraines. Le phénomène de retrait-gonflement des argiles est la conséquence d'un changement d'humidité des sols argileux. Les argiles sont capables de fixer l'eau disponible mais aussi de la perdre en se rétractant en cas de sécheresse. Ce phénomène peut provoquer des dégâts très importants sur les constructions (fissures, déformations des ouvertures) pouvant rendre inhabitables certains locaux. La carte de zonage de cet aléa peut être consultée sur le site de l'observatoire national des risques naturels Georisques. Une autre carte permet de prendre connaissance des cavités souterraines localisées sur la commune.
Les crues du Cher sont moins importantes que celles de la Loire, mais elles peuvent provoquer des dégâts importants. Les crues historiques sont celles de 1856 (5 m à l'échelle de Noyers-sur-Cher), 1940 (4,03 m) et 1977 (3,58 m). Le débit maximal historique est de 1 560 m3/s et caractérise une crue de retour supérieur à cent ans pour Montrichard Val de Cher. Le risque d'inondation est pris en compte dans l'aménagement du territoire de la commune par le biais du Plan de prévention du risque inondation (PPRI) du Cher.

#### Risques technologiques
Le risque de transport de marchandises dangereuses sur la commune est lié à sa traversée par des infrastructures routières et ferroviaires importantes et la présence d'une canalisation de transport de gaz. Un accident se produisant sur de telles infrastructures est en effet susceptible d'avoir des effets graves au bâti ou aux personnes jusqu'à 350 m, selon la nature du matériau transporté. Des dispositions d'urbanisme peuvent être préconisées en conséquence.

## Toponymie

### Évolution du toponyme
Le nom de Thésée découle directement du nom latin attribué à la localité : Tasciaca.

### Échec de Thésée-la-Romaine
En 1968, le conseil municipal de Thésée demande à la préfecture de Loir-et-Cher l'autorisation de rebaptiser la commune « Thésée-la-Romaine » (sur le modèle de Vaison-la-Romaine) pour « rendre hommage » à son passé antique, en remplacement de « Thézée », nom alors en vigueur selon le Code officiel géographique. La préfecture refuse l'ajout du suffixe « -la-Romaine » — elle justifie son refus par le fait que plus de mille communes françaises pourraient demander de changer de nom pour le même motif — mais accepte la substitution du « s » au « z », plus conforme à l'évolution du toponyme antique,. Pour autant, le nom « Thésée-la-Romaine » est très souvent utilisé dans le langage courant,.
Il est intéressant de remarquer que la commune de Saint-Romain-sur-Cher, rebaptisée « Brutus » au cours de la Révolution, est limitrophe de « Thésée-la-Romaine ».

## Histoire

### Époque gallo-romaine
Thésée (Tasciaca) fut un vicus gallo-romain sur la voie romaine de Tours à Bourges, lieu de contact et d'échange entre trois peuples gaulois, les Turons, les Carnutes-Aureliani et les Bituriges. Ce fut également un centre important de production de céramique,.

### Révolution française et Empire

#### Nouvelle organisation territoriale
Le décret de l'Assemblée nationale du 12 novembre 1789 décrète qu'« il y aura une municipalité dans chaque ville, bourg, paroisse ou communauté de campagne », mais ce n'est qu'avec le décret de la Convention nationale du 10 brumaire an II (31 octobre 1793) que la paroisse de Thésée devient formellement « commune de Thésée »,.
En 1790, dans le cadre de la création des départements, la municipalité est rattachée au canton de Saint Aignan et au district de Saint Aignan. Les cantons sont supprimés, en tant que découpage administratif, par une loi du 26 juin 1793, et ne conservent qu'un rôle électoral, permettant l'élection des électeurs du second degré chargés de désigner les députés,. La Constitution du 5 fructidor an III, appliquée à partir de vendémiaire an IV (1795) supprime les districts, considérés comme des rouages administratifs liés à la Terreur, mais maintient les cantons qui acquièrent dès lors plus d'importance en retrouvant une fonction administrative. Enfin, sous le Consulat, un redécoupage territorial visant à réduire le nombre de justices de paix ramène le nombre de cantons en Loir-et-Cher de 33 à 24. Thésée est alors rattachée au canton de Saint-Aignan et à l'Arrondissement de Blois par arrêté du 5 vendémiaire an X (26 septembre 1801),,. Cette organisation va rester inchangée pendant près de 150 ans.

## Politique et administration
| Période                                  | Période  | Identité              | Étiquette | Qualité                             |
| ---------------------------------------- | -------- | --------------------- | --------- | ----------------------------------- |
| juin 1995                                | mai 2008 | Jean-François Sommier | DVG       | Directeur de société                |
| mai 2008                                 | En cours | Daniel Charluteau,    |           | Ouvrier qualifié de type industriel |
| Les données manquantes sont à compléter. |          |                       |           |                                     |

## Équipements et services

### Eau et assainissement
L'organisation de la distribution de l'eau potable, de la collecte et du traitement des eaux usées et pluviales relève des communes. La compétence eau et assainissement des communes est un service public industriel et commercial (SPIC).

#### Alimentation en eau potable
Le service d'eau potable comporte trois grandes étapes : le captage, la potabilisation et la distribution d'une eau potable conforme aux normes de qualité fixées pour protéger la santé humaine. En 2019, la commune est membre du syndicat intercommunal d'adduction d'eau potable de Thesee qui assure le service en régie.

#### Assainissement des eaux usées
En 2019, la commune de Thésée gère le service d'assainissement collectif en régie directe, c'est-à-dire avec ses propres personnels, avec le statut de régie à autonomie financière.
Une station de traitement des eaux usées est en service au 1er janvier 2019 sur le territoire communal : 
« Le Bourg », un équipement utilisant la technique de l'aération par boues activées, avec prétraitement, .Dénitrif. Bio., dont la capacité est de 920 EH , mis en service le 1er février 1983.
L'assainissement non collectif (ANC) désigne les installations individuelles de traitement des eaux domestiques qui ne sont pas desservies par un réseau public de collecte des eaux usées et qui doivent en conséquence traiter elles-mêmes leurs eaux usées avant de les rejeter dans le milieu naturel. La communauté de communes Val-de-Cher-Controis assure pour le compte de la commune le service public d'assainissement non collectif (SPANC), qui a pour mission de vérifier la bonne exécution des travaux de réalisation et de réhabilitation, ainsi que le bon fonctionnement et l'entretien des installations.

### Sécurité, justice et secours
La sécurité de la commune est assurée par la brigade de gendarmerie de Saint-Aignan qui dépend du groupement de gendarmerie départementale de Loir-et-Cher installé à Blois.
En matière de justice, Thésée relève du conseil de prud'hommes de Blois, de la Cour d'appel d'Orléans (juridiction de Blois), de la Cour d'assises de Loir-et-Cher, du tribunal administratif de Blois, du tribunal de commerce de Blois et du tribunal judiciaire de Blois.

## Population et société

### Démographie

#### Évolution démographique
L'évolution du nombre d'habitants est connue à travers les recensements de la population effectués dans la commune depuis 1793. Pour les communes de moins de 10 000 habitants, une enquête de recensement portant sur toute la population est réalisée tous les cinq ans, les populations de référence des années intermédiaires étant quant à elles estimées par interpolation ou extrapolation. Pour la commune, le premier recensement exhaustif entrant dans le cadre du nouveau dispositif a été réalisé en 2004.

En 2022, la commune comptait 1 171 habitants, en évolution de +2,45 % par rapport à 2016 (Loir-et-Cher : −1,15 %, France hors Mayotte : +2,11 %).
| 1793 | 1800 | 1806 | 1821 | 1831 | 1836 | 1841 | 1846  | 1851  |
| ---- | ---- | ---- | ---- | ---- | ---- | ---- | ----- | ----- |
| 750  | 777  | 837  | 838  | 916  | 907  | 944  | 1 020 | 1 090 |

| 1856  | 1861  | 1866  | 1872  | 1876  | 1881  | 1886  | 1891  | 1896  |
| ----- | ----- | ----- | ----- | ----- | ----- | ----- | ----- | ----- |
| 1 205 | 1 278 | 1 338 | 1 366 | 1 385 | 1 435 | 1 376 | 1 385 | 1 389 |

| 1901  | 1906  | 1911  | 1921  | 1926  | 1931  | 1936  | 1946  | 1954  |
| ----- | ----- | ----- | ----- | ----- | ----- | ----- | ----- | ----- |
| 1 406 | 1 397 | 1 318 | 1 184 | 1 115 | 1 108 | 1 105 | 1 079 | 1 034 |

| 1962  | 1968  | 1975  | 1982  | 1990  | 1999  | 2004  | 2006  | 2009  |
| ----- | ----- | ----- | ----- | ----- | ----- | ----- | ----- | ----- |
| 1 035 | 1 117 | 1 075 | 1 111 | 1 074 | 1 123 | 1 206 | 1 238 | 1 184 |

| 2014  | 2019  | 2022  | - | - | - | - | - | - |
| ----- | ----- | ----- | - | - | - | - | - | - |
| 1 167 | 1 157 | 1 171 | - | - | - | - | - | - |

#### Pyramide des âges
La population de la commune est relativement âgée.
En 2018, le taux de personnes d'un âge inférieur à 30 ans s'élève à 28,1 %, soit en dessous de la moyenne départementale (31,3 %). À l'inverse, le taux de personnes d'âge supérieur à 60 ans est de 34,1 % la même année, alors qu'il est de 31,6 % au niveau départemental.
En 2018, la commune comptait 574 hommes pour 570 femmes, soit un taux de 50,17 % d'hommes, légèrement supérieur au taux départemental (48,55 %).
Les pyramides des âges de la commune et du département s'établissent comme suit.
| Hommes | Classe d’âge | Femmes |
| ------ | ------------ | ------ |
| 0,9    | 90 ou +      | 1,2    |
| 7,1    | 75-89 ans    | 11,8   |
| 23,6   | 60-74 ans    | 23,6   |
| 21,9   | 45-59 ans    | 21,4   |
| 15,5   | 30-44 ans    | 17,0   |
| 14,1   | 15-29 ans    | 11,6   |
| 17,0   | 0-14 ans     | 13,4   |

| Hommes | Classe d’âge | Femmes |
| ------ | ------------ | ------ |
| 1,1    | 90 ou +      | 2,6    |
| 9,2    | 75-89 ans    | 11,9   |
| 19,7   | 60-74 ans    | 20,4   |
| 20,7   | 45-59 ans    | 20     |
| 16,5   | 30-44 ans    | 16,2   |
| 15,2   | 15-29 ans    | 13,2   |
| 17,6   | 0-14 ans     | 15,7   |

## Lieux, monuments et traditions

### Bâtiments gallo-romains des Mazelles

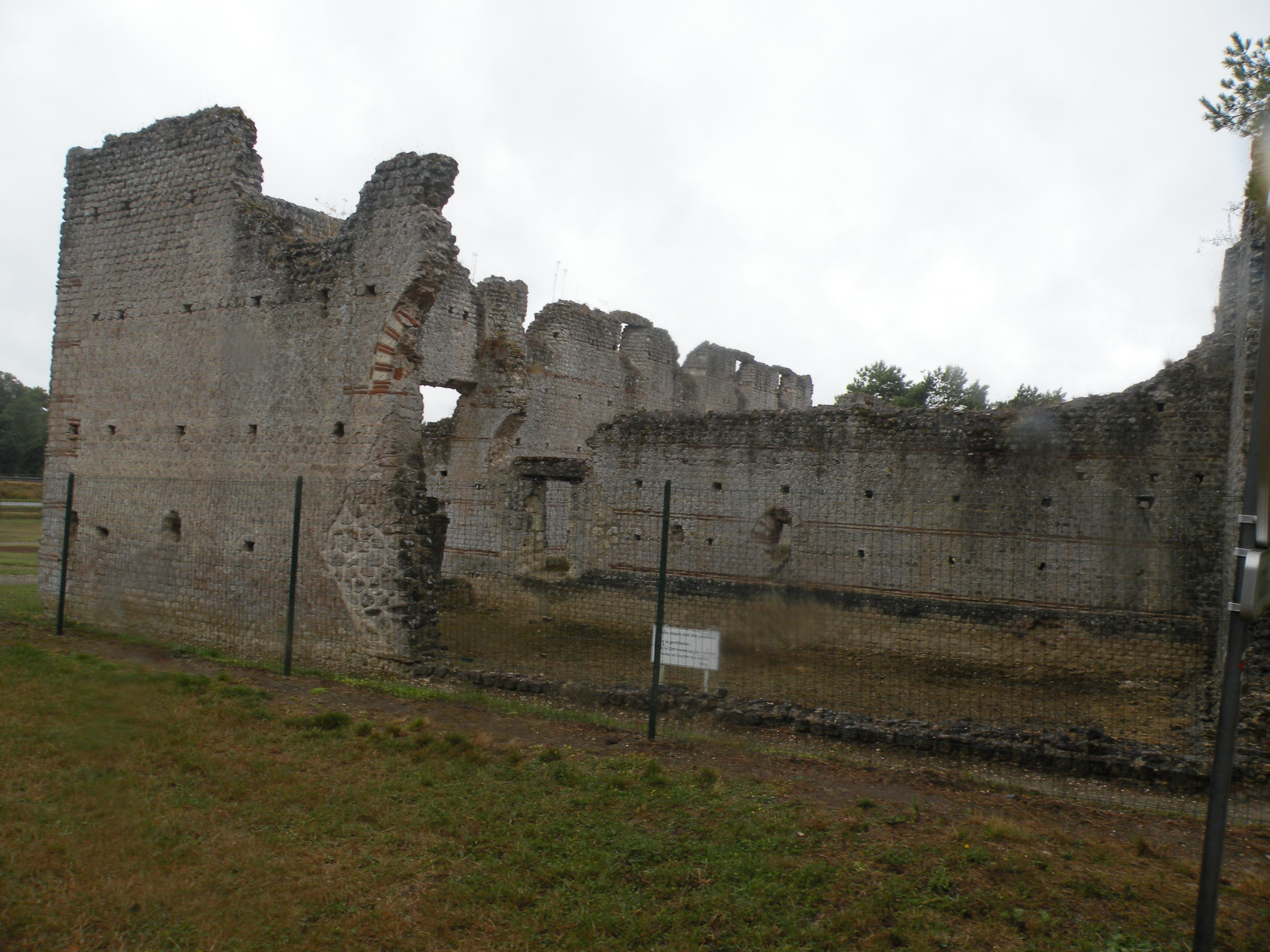
Thésée, bâtiments des Mazelles.

Les bâtiments des Maselles, à la sortie de Thésée, en direction de Tours, portent les caractéristiques principales des techniques de construction gallo-romaine du IIe siècle apr. J.-C. Ces bâtiments sont exceptionnels pour de multiples raisons et en particulier pour l'élévation des murs à plus de 7 mètres de hauteur, pour les dimensions de la grande salle nord (40 m × 15 m) et pour leur état de conservation remarquable.

### Musée archéologique
- C'est un musée de France.

### Biennale de Thésée
- L'association « L'Atelier des Artistes Peintres de Thésée » organise au rythme d'une biennale depuis 1996 une exposition-vente des tableaux des artistes de l'atelier à la mairie de Thésée pendant une semaine.

## Personnalités liées à la commune
- Maurice Druon. En 1965, Maurice Druon, amoureux des vieilles pierres, découvre et restaure après l'avoir racheté le site gallo-romain des Maselles à Thésée.